# No da risa
No da risa es una campaña publicitaria contra la discriminación en Perú que fue estrenada en 2019. La campaña consta de tres spots publicitarios ideados por la agencia Copiloto para el Fondo de Población de las Naciones Unidas (UNFPA) y el Ministerio de Justicia y Derechos Humanos de Perú (Minjus).

## Concepto y descripción
Los tres vídeos, uno contra el machismo, otro contra el racismo y el último contra la transfobia, fueron elaborados bajo el concepto de «discriminar no da risa», en el que se recrean escenas discriminatorias que se popularizaron en programas humorísticos de la televisión peruana de los años 1990 como Risas y salsa o Los Cómicos Ambulantes, o el talk show Hablemos Claro de Mónica Chang y la responsabilidad de los medios de masas para normalizar estas situaciones.
La serie, dirigida por Mikael Stornfelt y escrita por Sebastián García y Ismael Aguirre, es parte de la campaña «Micro Acciones para Grandes Derechos» que realizó el Fondo de Población de las Naciones Unidas (UNFPA) y el Ministerio de Justicia y Derechos Humanos, con la colaboración del Programa Conjunto de las Naciones Unidas sobre el VIH/sida (ONUSIDA) y la Comisión Nacional Contra la Discriminación (CONACOD).
La campaña fue oficialmente estrenada el 10 de diciembre de 2019, durante la celebración por el Día Internacional de los Derechos Humanos, y fue emitida durante el 2020 en redes sociales junto a los hashtags #NoDaRisa y #AprendimosMal.

## Piezas
Las tres piezas son:
- El machismo no da risa: una camarera es víctima de comentarios machistas y sexuales por parte de dos hombres
- El racismo no da risa: una comerciante andina recibe insultos racistas y es expulsada de un parque por tres vigilantes
- La transfobia no da risa: una mujer trans es violentada y amenazada de muerte sino niega su identidad de género

La tercera pieza fue protagonizada por la periodista y activista por los derechos de las personas trans peruana, Gianna Camacho.

## Premios y nominaciones
La campaña fue la primera finalista entre las nominadas peruanas al premio El Ojo 2020 en la categoría El Ojo Local: Mejor Idea durante el Festival Internacional El Ojo de Iberoamérica.
También obtuvo el premio oro en los premios FePI 2021, en la categoría Innovación en Medios - Campañas de Social Media, y la plata en Comunicación Eficiente - Servicios.